# Khmer (taal)
Het Khmer (ភាសាខ្មែរ Phéasa Khmér) of Cambodjaans is een van de belangrijkste Austroaziatische talen. De taal werd gevormd onder invloed van het Sanskriet en het Pali, als gevolg van de invloed van het hindoeïsme en het boeddhisme. Het is de ambtstaal van Cambodja en de moedertaal van de Khmer, de grootste bevolkingsgroep in het land. De taal wordt door tussen de 12 en 14 miljoen mensen gesproken.
In tegenstelling tot het Thai, Laotiaans en Vietnamees is het Khmer geen toontaal.
De taal wordt geschreven door middel van het Khmerschrift.